# Вартовий Місяця
«Вартовий Місяця» (фр. «Mune, le gardien de la lune») — французький анімаційний фільм-фентезі, знятий Александром Ебояном і Бенуа Філіппоном. Світова прем'єра стрічки відбулась 6 грудня 2014 року на Forum des images, а в Україні — 28 травня 2015 року. Фільм розповідає про фавна на ім'я Мьюн, який після свого призначення вартовим Місяця відразу ж його втрачає.

## У ролях
| Актор               | Роль                          | Дубляж             |
| ------------------- | ----------------------------- | ------------------ |
| Мікаель Грегоріо    | фавн Мьюн (вартовий Місяця)   | Андрій Федінчик    |
| Ізя Іжлен           | Глім (дівчинка з воску)       | Юлія Перенчук      |
| Омар Сі             | Согон (вартовий Сонця)        | Михайло Жонін      |
| Патрік Прежан       | батько Глім                   | Юрій Ребрик        |
| Феодор Аткін        | Ліюн                          | Дмитро Завадський  |
| Ерік Ерсон-Макарель | Некрос (цар підземного світу) | Андрій Альохін     |
| Мішель Мелля        | Мокс                          | Ярослав Чорненький |
| Фабріс Жоссо        | Сплін                         | Анатолій Зіновенко |
| Жан-Клод Донда      | Ксолал                        | Олександр Єфімов   |

## Виробництво
Один із режисерів фільму, Бенуа Філіппон, заявив, що «Вартовий Місяця» — це казка, зроблена в традиції студії Disney, але поєднана із міфологією, новим всесвітом, схожим на фільми Хаяо Міядзакі».

## Визнання
| Нагороди та номінації фільму «Вартовий Місяця» | Нагороди та номінації фільму «Вартовий Місяця»  | Нагороди та номінації фільму «Вартовий Місяця» | Нагороди та номінації фільму «Вартовий Місяця» | Нагороди та номінації фільму «Вартовий Місяця» | Нагороди та номінації фільму «Вартовий Місяця» |
| Рік                                            | Кінопремія / Кінофестиваль                      | Категорія / Нагорода                           | Номінант                                       | Результат                                      |                                                |
| ---------------------------------------------- | ----------------------------------------------- | ---------------------------------------------- | ---------------------------------------------- | ---------------------------------------------- | ---------------------------------------------- |
| 2015                                           | Аннеський міжнародний анімаційний кінофестиваль | Найкращий анімаційний фільм                    | «Вартовий Місяця»                              | Номінація                                      |                                                |
| 2015                                           | Міжнародний кінофестиваль TIFF Kids             | Нагорода молодіжного журі (8-10 років)         | «Вартовий Місяця»                              | Перемога                                       |                                                |
| 2015                                           | Премія «Tokyo Anime»                            | Найкращий анімаційний фільм                    | «Вартовий Місяця»                              | Перемога                                       |                                                |
| 2015                                           | Премія «World Soundtrack»                       | Найкращий композитор року                      | Бруно Куле                                     | Номінація                                      |                                                |